# Lully ou le Violon brisé
Pour plus de détails, voir Fiche technique et Distribution.
Lully ou le Violon brisé est un film muet français réalisé par Georges Méliès, sorti en 1908.

## Fiche technique
- Titre : Lully ou le Violon brisé
- Réalisation :	Georges Méliès